# Schallenbergpass
Der Schallenberg ist ein Pass im Schweizer Kanton Bern. Er liegt zwischen den Orten Steffisburg und Wiggen, die Passhöhe liegt auf 1168 m. Der Pass erfreut sich im Sommer überregional grosser Beliebtheit bei Motorradfahrern.